# 야마시타 슌이치

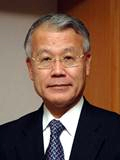

야마시타 슌이치 (山下俊一, 1952년~)는 일본의 의학자이다. 나가사키 대학원 교수 후쿠시마 현립의학대학 부학장. 후쿠시마현 방사선건강 리스크 관리 어드바이저 등을 역임하였다. '미스터100밀리 시버트'(Mr.100mSV)라고 하는 통칭으로 알려져있다.

## 주요 경력
- 1952년 나가사키시(長崎市) 출생. 우라가미(浦上)의 숨은 크리스천(종교 탄압 시 크리스트교 신자가 아닌 척 했던 사람들)의 자손이자 피폭 2세이다. 또한, 가톨릭 신자로, 나가사키 가톨릭 의사회 지부장을 맡고 있다.[3][4][5]. 어렸을 때부터 나가이 타카시 (의학 박사)(일본어판)(永井隆)를 존경하였고, 나가이 다카시의 마음을 가슴에 새겨서 의학의 길로 나아간 것이라고 한다.[6].
- 1978년 나가사키 대학 의학부 졸업
- 1984년 나가사키 대학 대학원의학 연구과 박사과정 수료
- 1989년 의학박사
- 1990년 나가사키 대학 의학부 교수.
- 2000년 원자력위원회에서 「원자력의 연구, 개발 및 이용에 관한 장기 계획」 제5분과회 구성원[7][8]
- 2002년 원자력안전위원회 원자력시설 등 방재전문부회가 작성한 「원자력재해 시안정 옥소제 예방 복용의 사고방식에 대해서」의 주사를 맡음.
- 2003년 나가사키 대학 나가이 다카시(永井隆) 국제 피폭자 의료 센터 소장 겸직
- 2004년 12월 15일 세계 보건 기구(WHO) 환경과 건강국 방사선 프로그램 전문과학관으로 2년간 파견[9]
- 2009년 원자력위원회에 있어서의 원자력안전연구 전문부회·환경방사능안전연구 분과회 구성원[10]
- 2009년 11월 5일 일본 갑상선학회이사장에 취임[11]
- 2011년 4월 11일 현재 원자력 손해 배상 분쟁 심사회위원[12]
- 2011년 7월 15일 나가사키대 대학원 교수직 휴직, 가미야 겐지(일본어판)(神谷硏二) 히로시마대 원폭방사선의과학연구소장과 함께 후쿠시마현립 의과대학 부학장에 취임[13][14]

## 같이 보기
- 히로시마·나가사키 원자폭탄 투하
- 일본재단
- 체르노빌 원자력 발전소 사고